# Pedro José Rivera Mejía
Pedro José Rivera Mejía (* 27. April 1906 in Neira, Kolumbien; † 16. Juni 1987) war ein römisch-katholischer Geistlicher.
Rivera Mejía wurde am 25. Juni 1929 zu Priester geweiht.
Papst Pius XII. ernannte ihn am 25. Juni 1951 zum Titularbischof von Edistiana und Weihbischof in Santa Marta. Am 9. September 1951 weihte Bernardo Botero Álvarez CM, Bischof von Santa Maria, ihn zum Bischof. Mitkonsekratoren waren Baltasar Álvarez Restrepo, Weihbischof in Manizales, und Tulio Botero Salazar CM, Weihbischof in Cartagena. Am 20. Februar 1953 ernannte Papst Pius XII. ihn zum Bischof von Socorro y San Gil. Papst Paul VI. nahm am 25. Oktober 1975 seinen Rücktritt an.
Rivera Mejía nahm an allen vier Sitzungsperioden des Zweiten Vatikanischen Konzils als Konzilsvater teil.